# Étangs Noirs/Zwarte Vijvers
Étangs Noirs/Zwarte Vijvers – stacja metra w Brukseli, na linii 1 i 5. Zlokalizowana jest za stacją Beekkant i Comte de Flandre/Graaf van Vlaanderen. Została otwarta 8 maja 1981.